# Gotlands runinskrifter 1
Gotlands runinskrifter 1 är en medeltida (andra hälften av 1200-talet) gravhäll av ljus kalksten i Sundre kyrka, Sundre socken och Gotlands kommun på Gotland. Gravhällen är rektangulär, 1,97 meter lång och 0,92 meter bred. Hällen är belägen i korgolvet på södra sidan, omedelbart innanför korportalen, innanför kordörren intill kyrkväggen. Stenen har en ovanlig ornamentik med ett stiliserat träd och två djur, ett lejon och en fågel.

## Inskriften
Translitterering av runraden:
ro(l)aikr : lit : giara : (s)(t)(a)(i)[n] : ok : skia͡ra : yfir : rofin : broþor : sin
Normalisering till äldre fornsvenska:
HroðlæikR let gæra stæin ok skæra yfiR Hroðfinn, broður sinn.
Översättning till nusvenska:
Rolaik lät göra stenen och skära den över Rofinn, sin broder.

## Inskriftens kopplingar
Namnet Roþlaikr är känt från G 118 i Anga kyrka. Namnet Roþfinn är okänt, men förled Röþ- (äldre Hröþ-) ingår i många mansnamn på Gotlands runinskrifter: Roþviþr på G 67, G 103, Roþvisl på G 134 och på bildsten från Sanda kyrka samt. på Pilgårdsstenen, Roþfos på G 134, Roþgair på G 111 från Ardre, Roþvaldr (Roaldi) på G 109, G 119 m.fl.; kvinnonamnen Roþ-þiauþ G 111, G 112, Ropälf G 134.